# Pictilabrus laticlavius
Pictilabrus laticlavius és una espècie de peix de la família dels làbrids i de l'ordre dels perciformes.
Els mascles poden assolir els 23 cm de longitud total.
Es troba al sud d'Austràlia (des del sud d'Austràlia Occidental fins a Nova Gal·les del Sud, incloent-hi Tasmània).